# Gare de Nakamozu
La gare de Nakamozu (中百舌鳥駅, なかもず駅, Nakamozu-eki) est une gare ferroviaire dans l'arrondissement Kita-ku de la ville de Sakai, dans la préfecture d'Osaka au Japon. La gare est gérée par les compagnies Nankai et Osaka Metro.

## Situation ferroviaire
La gare de Nakamozu est située au point kilométrique (PK) 14,1 de la ligne Nankai Kōya. Elle marque le début de la ligne Nankai Semboku et la fin de la ligne Midōsuji.

## Histoire
La gare est inaugurée le 10 octobre 1912. La station de métro ouvre le 18 avril 1987.

## Service des voyageurs

### Accès et accueil
La gare dispose d'un bâtiment voyageurs, avec guichet, ouvert tous les jours.

### Desserte

#### Nankai
- Ligne Nankai Kōya :
  - voie 1 : direction Hashimoto et Gokurakubashi
  - voie 3 et 4 : direction Namba
- Ligne Nankai Semboku :
  - voie 2 : direction Izumi-Chūō

#### Métro d'Osaka
- Ligne Midōsuji :

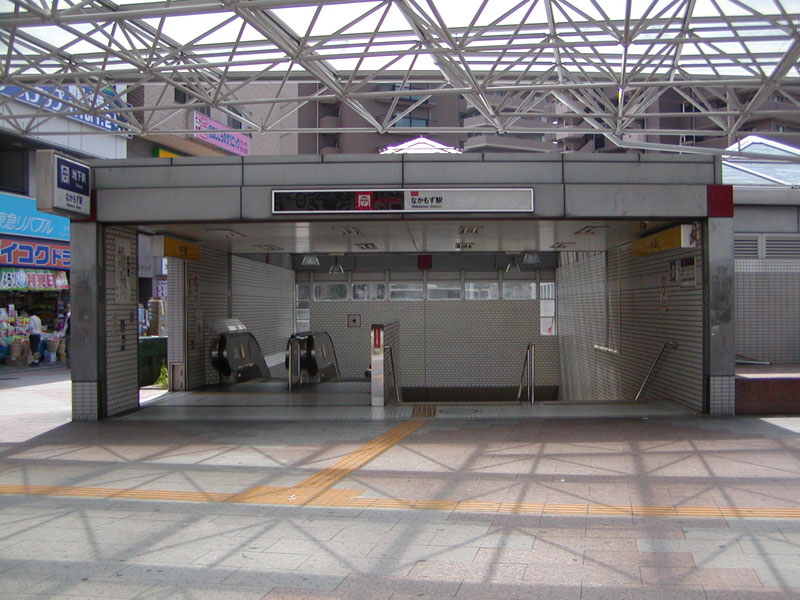
Entrée de la station de métro

  - voie 1 et 2 : direction Esaka (interconnexion avec la ligne Kitakyu Namboku pour Minoh-kayano)

## Dans les environs
- Université préfectorale d'Osaka